# Platyplectrus truncatus
Platyplectrus truncatus är en stekelart som beskrevs av Wijesekara och Schauff 1994. Platyplectrus truncatus ingår i släktet Platyplectrus och familjen finglanssteklar.
Artens utbredningsområde är Sri Lanka. Inga underarter finns listade i Catalogue of Life.